# تومومی اوکازاکی
تومومی اوکازاکی (ژاپنی: 岡崎朋美؛ زادهٔ ۷ سپتامبر ۱۹۷۱) اسکیت‌باز سرعت اهل ژاپن است.